# GeForce 30
A série GeForce 30 é uma família de unidades de processamento gráfico (GPUs) projetadas e comercializadas pela Nvidia, sucedendo a série GeForce 20. A série GeForce 30 é baseada na arquitetura Ampere, que apresenta os núcleos de ray tracing (RT) de segunda geração da Nvidia e os Tensor Cores de terceira geração. Por meio da Nvidia RTX, o ray tracing habilitado para hardware é possível nas placas da série GeForce 30.
A linha, projetada para competir com a série de placas Radeon RX 6000 da AMD, consiste no RTX 3050 de nível básico e anteriormente exclusivo para laptop e RTX 3050 Ti exclusivo para laptop, RTX 3060 de gama média, RTX 3060 Ti de gama média superior, high-end RTX 3070, RTX 3070 Ti, RTX 3080 10 GB, RTX 3080 12 GB e entusiastas RTX 3080 Ti, RTX 3090 e RTX 3090 Ti. Esta é a última geração da NVIDIA a ter suporte oficial para Windows 7 e 8.x, pois os drivers mais recentes disponíveis para esta geração requerem o Windows 10.
A série GeForce 30 começou a ser enviada em 17 de setembro de 2020. O lançamento inicial, consistindo no RTX 3070, RTX 3080 e RTX 3090, ocorreu durante a atual escassez global de chips em 2020, resultando em ampla e escassez notável da série como um todo que durou desde o lançamento da série até 2022.
A série GeForce 30 foi sucedida pela série GeForce 40, alimentada pela microarquitetura Ada Lovelace.

## Problemas de lançamento e disponibilidade
O dia de lançamento da RTX 3080 foi 17 de setembro de 2020. A falta de funcionalidade de pré-encomenda e a alta demanda exacerbada pela pandemia de COVID-19 e o aumento do escalpelamento resultaram em um grande número de varejistas on-line lutando com o grande número de compras. Newegg tinha esgotado completamente como esperado na Black Friday. Longas filas se formaram fora de lojas físicas com estoque, como Micro Center nos Estados Unidos, e Thirdwave Group no Japão. Os usuários do Twitter relataram que usaram bots para comprar um grande número de cartões para revender por preços mais altos.
A Nvidia divulgou um comunicado no dia seguinte, pedindo desculpas pelas dificuldades com sua loja online, que caiu no dia do lançamento devido ao alto tráfego. Em 2 de outubro, a Nvidia anunciou que atrasaria o lançamento das placas RTX 3070 em duas semanas para garantir a disponibilidade. Em 5 de outubro, o CEO da Nvidia, Jensen Huang, anunciou atrasos devido à escassez de suprimentos, que deveriam durar até 2021. Em 9 de outubro, a empresa anunciou que todas as placas gráficas Founder's Edition nos Estados Unidos seriam temporariamente vendido via Best Buy, enquanto a loja oficial da web seria atualizada para melhorar a experiência de compra. No início de dezembro, a Nvidia culpou a escassez contínua de componentes na escassez de wafer da Samsung, resultando em escassez de chips, entre outros fatores.
A escassez de placas da série RTX 30 continuou em 2021 e continua desde seu lançamento. Em um esforço para limitar as compras de criptomineradores, a Nvidia anunciou em fevereiro que os cartões RTX 3060 seriam capazes de detectar algoritmos para mineração da criptomoeda Ethereum e reduzir pela metade a taxa de hash. Logo após o lançamento, a NVIDIA lançou acidentalmente uma atualização de driver que desativou a detecção. Em março, o TechRadar informou que a escassez poderia continuar até o terceiro trimestre do ano, em parte culpando uma escassez global de memória GDDR6 e o fornecimento de cartões sendo comprado por criptomineradores. Em abril, a Alfândega e Impostos de Hong Kong apreendeu 300 placas CMP sem vídeo.
A Nvidia anunciou oficialmente novos SKUs RTX 3080, RTX 3070, RTX 3060 Ti Limited Hash Rate (LHR) em 18 de maio de 2021, que limitam a taxa de hash de mineração Ethash.
A Nvidia lançou o RTX 3080 Ti em 3 de junho e o RTX 3070 Ti uma semana depois, em 10 de junho. Ambos incluíam o limitador de taxa de hash de mineração de criptomoeda.
Houve várias tentativas de atender a demanda. A EVGA possui um sistema projetado para colocar as pessoas em uma fila; o objetivo é evitar que as placas se esgotem rapidamente e diminuir o tempo de espera.

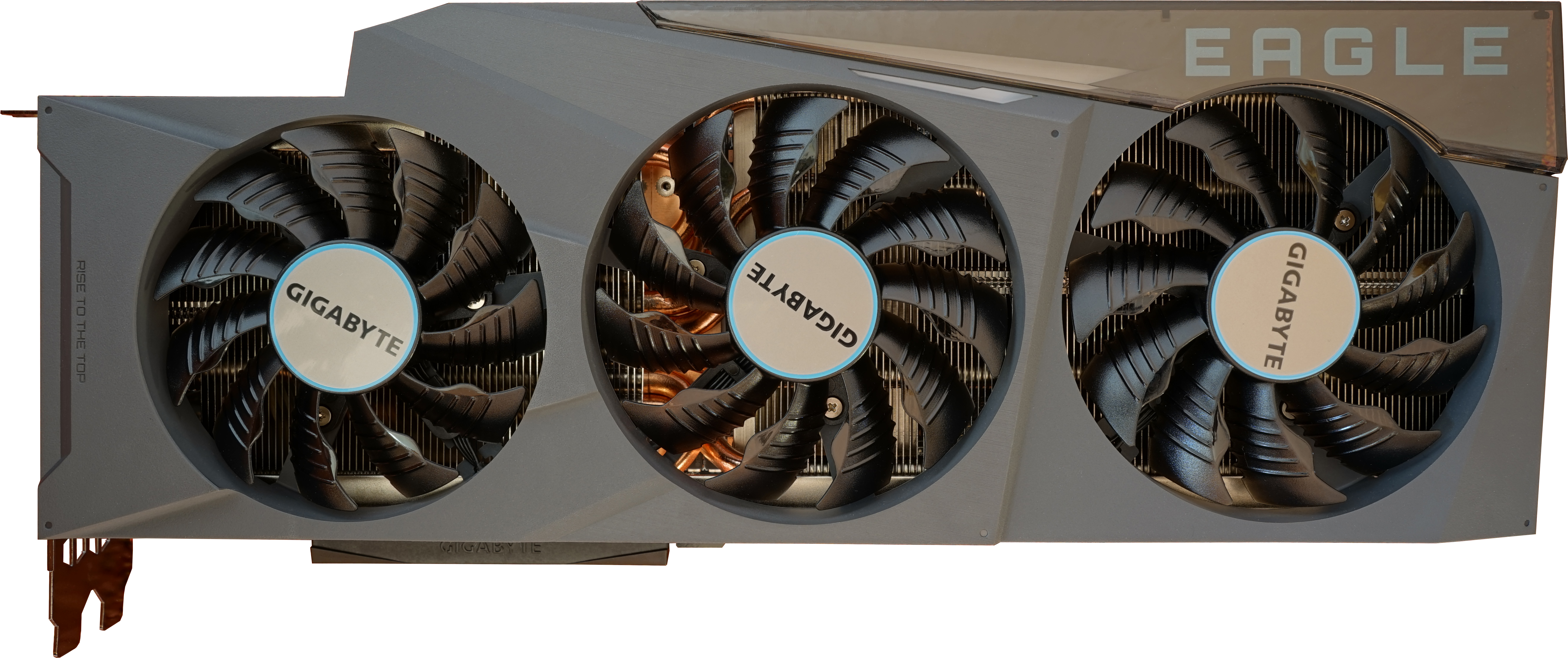
An aftermarket variant of the RTX 3090, made by manufacturer Gigabyte

Além da Founders Edition, há também uma variedade de placas de reposição, conhecidas como "placas personalizados" pela Nvidia. O chip gráfico é retirado da Nvidia e partes da placa são modificadas de acordo com as especificações da empresa. Essas modificações incluem: velocidades de clock, ventiladores, dissipadores de calor, conectores e estética. Essas placas de reposição tendem a ter um desempenho melhor do que as placas internas da Nvidia, mas esse aumento de desempenho vem com compensações em temperatura e consumo de energia. Os fabricantes incluem: Gigabyte, MSI, ZOTAC, Asus, EVGA, INNO3D.
A Nvidia lançou oficialmente a placa de vídeo GeForce RTX 3080 de 12 GB em 11 de janeiro de 2022 e a placa de vídeo GeForce RTX 3050 para desktop em 27 de janeiro de 2022. O RTX 3050 anteriormente tinha apenas uma variante para laptop lançada em 11 de maio de 2021 junto com o variante de laptop do RTX 3050 Ti que atualmente ainda não possui variante de desktop. A Nvidia lançou oficialmente a GeForce RTX 3090 Ti em 29 de março de 2022.

## Detalhes
As melhorias arquitetônicas da arquitetura Ampere incluem o seguinte:
- Cacidade de computação CUDA 8.6[33]
- Processo Samsung 8 nm 8N (design personalizado para NVIDIA)[34]
- Desempenho FP32 dobrado por SM em GPUs Ampere
- Núcleos Tensor de terceira geração com FP16, bfloat16, TensorFloat-32 (TF32) e aceleração esparsa
- Núcleos de rastreamento de raios de segunda geração, além de rastreamento de raios simultâneos, sombreamento e computação
- Suporte de memória GDDR6X (RTX 3060Ti GDDR6X Version, RTX 3070 Ti, RTX 3080, RTX 3080 12 GB, RTX 3080 Ti, RTX 3090, RTX 3090 Ti)
- PCI Express 4.0
- NVLink 3.0 (RTX 3090, RTX 3090 Ti)
- HDMI 2.1 com suporte para velocidade de transmissão FRL6 (48 Gbit/s)[35]
- Conjunto de recursos PureVideo Decodificação de vídeo de hardware K com decodificação de hardware AV1[36]

### Desktop
- Somente a RTX 3090 e a RTX 3090 Ti suportam NVLink bidirecional.
- Todas as GPUs RTX 30 são feitas usando o nó Samsung de 8 nm.[37]
- O desempenho de precisão dupla (FP64) dos chips Ampere é 1/64 do desempenho de precisão simples (FP32).

| Modelo                   | Lançamento              | Lançamento MSRP (USD) | Nomes dos códigos   | Transistores (bilhões) | Tamanho da matriz(mm2) | Core config          | Contagem SM | Cache L2 (MB) | Velocidades de clock | Velocidades de clock | Taxa de preenchimento | Taxa de preenchimento | Memória      | Memória                 | Memória | Memória                     | Poder de processamento(TFLOPS) | Poder de processamento(TFLOPS) | Poder de processamento(TFLOPS) | Poder de processamento(TFLOPS) | TDP (watts) |
| Modelo                   | Lançamento              | Lançamento MSRP (USD) | Nomes dos códigos   | Transistores (bilhões) | Tamanho da matriz(mm2) | Core config          | Contagem SM | Cache L2 (MB) | Core (MHz)           | Memória (GT/s)       | Pixel (Gpx/s)         | Textura (Gtex/s)      | Tamanho (GB) | Largura de banda (GB/s) | Tipo    | Largura do barramento (bit) | meia precisão (boost)          | precisão única (boost)         | precisão dupla (boost)         | Cálculo Tensor [sparse]        | TDP (watts) |
|                          |                         |                       |                     |                        |                        |                      |             |               |                      |                      |                       |                       |              |                         |         |                             |                                |                                |                                |                                |             |
| ------------------------ | ----------------------- | --------------------- | ------------------- | ---------------------- | ---------------------- | -------------------- | ----------- | ------------- | -------------------- | -------------------- | --------------------- | --------------------- | ------------ | ----------------------- | ------- | --------------------------- | ------------------------------ | ------------------------------ | ------------------------------ | ------------------------------ | ----------- |
| GeForce RTX 3050         | 16 de dezembro de 2022  |                       | GA107-150           | 8.7                    | 200                    | 2560 80:32:20:80     | 20          | 2             | 1552 (1777)          | 14.0                 | 49.66 (56.86)         | 124.2 (142.2)         | 8            | 224                     | GDDR6   | 128                         | 7.946 (9.098)                  | 7.946 (9.098)                  | 0.124 (0.142)                  | 36.4 [72.8]                    | 115         |
| GeForce RTX 3050         | 18 de julho de 2022     | OEM                   | GA106-150           | 12.0                   | 276                    | 2304 72:32:18:72     | 18          | 2             | 1515 (1755)          | 14.0                 | 48.48 (56.16)         | 109.1 (126.4)         | 8            | 224                     | GDDR6   | 128                         | 6.981 (8.087)                  | 6.981 (8.087)                  | 0.109 (0.126)                  | 32.4 [64.8]                    | 130         |
| GeForce RTX 3050         | 27 de janeiro de 2022   | $249                  | GA106-150           | 12.0                   | 276                    | 2560 80:32:20:80     | 20          | 2             | 1552 (1777)          | 14.0                 | 49.66 (56.86)         | 124.2 (142.2)         | 8            | 224                     | GDDR6   | 128                         | 7.946 (9.098)                  | 7.946 (9.098)                  | 0.124 (0.142)                  | 36.4 [72.8]                    | 130         |
| GeForce RTX 3060         | 25 de fevereiro de 2021 | $329                  | GA106-300           | 12.0                   | 276                    | 3584 112:48:28:112   | 28          | 3             | 1320 (1777)          | 15.0                 | 63.36 (85.29)         | 147.8 (199.0)         | 12           | 360                     | GDDR6   | 192                         | 9.462 (12.74)                  | 9.462 (12.74)                  | 0.148 (0.199)                  | 51.2 [102.4]                   | 170         |
| GeForce RTX 3060         | maio de 2021            | $329                  | GA106-302           | 12.0                   | 276                    | 3584 112:48:28:112   | 28          | 3             | 1320 (1777)          | 15.0                 | 63.36 (85.29)         | 147.8 (199.0)         | 12           | 360                     | GDDR6   | 192                         | 9.462 (12.74)                  | 9.462 (12.74)                  | 0.148 (0.199)                  | 51.2 [102.4]                   | 170         |
| GeForce RTX 3060         | outubro de 2022         | $329                  | GA106-302           | 12.0                   | 276                    | 3584 112:48:28:112   | 28          | 3             | 1320 (1777)          | 15.0                 | 63.36 (85.29)         | 147.8 (199.0)         | 8            | 240                     | GDDR6   | 128                         | 9.462 (12.74)                  | 9.462 (12.74)                  | 0.148 (0.199)                  | 51.2 [102.4]                   | 170         |
| GeForce RTX 3060         | Setembro de 2021        |                       | GA104-150           | 17.4                   | 392.5                  | 3584 112:48:28:112   | 28          | 3             | 1320 (1777)          | 15.0                 | 63.36 (85.29)         | 147.8 (199.0)         | 12           | 360                     | GDDR6   | 192                         | 9.462 (12.74)                  | 9.462 (12.74)                  | 0.148 (0.199)                  | 51.2 [102.4]                   | 170         |
| GeForce RTX 3060 Ti      | 2 de dezembro de 2020   | $399                  | GA104-200           | 17.4                   | 392.5                  | 4864 152:80:38:152   | 38          | 4             | 1410 (1665)          | 14.0                 | 112.8 (133.2)         | 214.3 (253.1)         | 8            | 448                     | GDDR6   | 256                         | 13.72 (16.20)                  | 13.72 (16.20)                  | 0.214 (0.253)                  | 64.8 [129.6]                   | 200         |
| GeForce RTX 3060 Ti      | maio de 2021            | $399                  | GA104-202           | 17.4                   | 392.5                  | 4864 152:80:38:152   | 38          | 4             | 1410 (1665)          | 14.0                 | 112.8 (133.2)         | 214.3 (253.1)         | 8            | 448                     | GDDR6   | 256                         | 13.72 (16.20)                  | 13.72 (16.20)                  | 0.214 (0.253)                  | 64.8 [129.6]                   | 200         |
| GeForce RTX 3060 Ti      | outubro de 2022         |                       | GA104-202           | 17.4                   | 392.5                  | 4864 152:80:38:152   | 38          | 4             | 1410 (1665)          | 9.5                  | 112.8 (133.2)         | 214.3 (253.1)         | 8            | 608                     | GDDR6X  | 256                         | 13.72 (16.20)                  | 13.72 (16.20)                  | 0.214 (0.253)                  | 64.8 [129.6]                   | 200         |
| GeForce RTX 3060 Ti      | 23 de fevereiro de 2022 | $399                  | GA103-200           | 22                     | 496                    | 4864 152:80:38:152   | 38          | 4             | 1410 (1665)          | 14.0                 | 112.8 (133.2)         | 214.3 (253.1)         | 8            | 448                     | GDDR6   | 256                         | 13.72 (16.20)                  | 13.72 (16.20)                  | 0.214 (0.253)                  | 64.8 [129.6]                   | 200         |
| GeForce RTX 3070         | 29 de outubro de 2020   | $499                  | GA104-300 GA104-302 | 17.4                   | 392.5                  | 5888 184:96:46:184   | 46          | 4             | 1500 (1725)          | 14.0                 | 144.0 (165.6)         | 276.0 (317.4)         | 8            | 448                     | GDDR6   | 256                         | 17.66 (20.31)                  | 17.66 (20.31)                  | 0.276 (0.317)                  | 81.3 [162.6]                   | 220         |
| GeForce RTX 3070 Ti      | 10 de junho de 2021     | $599                  | GA104-400           | 17.4                   | 392.5                  | 6144 192:96:48:192   | 48          | 4             | 1580 (1770)          | 9.5                  | 151.6 (169.9)         | 303.3 (339.8)         | 8            | 608                     | GDDR6X  | 256                         | 19.42 (21.70)                  | 19.42 (21.70)                  | 0.303 (0.340)                  | 87 [174]                       | 290         |
| GeForce RTX 3070 Ti      | outubro de 2022         | $599                  | GA102-150           | 28.3                   | 628.4                  | 6144 192:96:48:192   | 48          | 4             | 1580 (1770)          | 9.5                  | 151.6 (169.9)         | 303.3 (339.8)         | 8            | 608                     | GDDR6X  | 256                         | 19.42 (21.70)                  | 19.42 (21.70)                  | 0.303 (0.340)                  | 87 [174]                       | 320         |
| GeForce RTX 3080         | 17 de setembro de 2020  | $699                  | GA102-200 GA102-202 | 28.3                   | 628.4                  | 8704 272:96:68:272   | 68          | 5             | 1440 (1710)          | 9.5                  | 138.2 (164.2)         | 391.7 (465.1)         | 10           | 760                     | GDDR6X  | 320                         | 25.07 (29.77)                  | 25.07 (29.77)                  | 0.392 (0.465)                  | 119 [238]                      | 320         |
| GeForce RTX 3080 (12 GB) | 11 de janeiro de 2022   | $799                  | GA102-220           | 28.3                   | 628.4                  | 8960 280:96:70:280   | 70          | 5             | 1260 (1710)          | 9.5                  | 120.9 (164.2)         | 325.8 (478.8)         | 12           | 912                     | GDDR6X  | 384                         | 22.58 (30.64)                  | 22.58 (30.64)                  | 0.353 (0.478)                  | 122 [244]                      | 350         |
| GeForce RTX 3080 Ti      | 3 de junho de 2021      | $1199                 | GA102-225           | 28.3                   | 628.4                  | 10240 320:112:80:320 | 80          | 6             | 1365 (1665)          | 9.5                  | 152.8 (186.5)         | 436.8 532.8)          | 12           | 912                     | GDDR6X  | 384                         | 27.96 (34.10)                  | 27.96 (34.10)                  | 0.437 (0.533)                  | 136 [273]                      | 350         |
| GeForce RTX 3090         | 24 de setembro de 2020  | $1499                 | GA102-250 GA102-300 | 28.3                   | 628.4                  | 10496 328:112:82:328 | 82          | 6             | 1395 (1695)          | 9.75                 | 156.2 (189.8)         | 457.6 (556.0)         | 24           | 936                     | GDDR6X  | 384                         | 29.28 (35.58)                  | 29.28 (35.58)                  | 0.458 (0.556)                  | 142 [284]                      | 350         |
| GeForce RTX 3090 Ti      | 29 de março de 2022     | $1999                 | GA102-350           | 28.3                   | 628.4                  | 10752 336:112:84:336 | 84          | 6             | 1560 (1860)          | 10.5                 | 174.7 (208.3)         | 524.1 (625.0)         | 24           | 1008                    | GDDR6X  | 384                         | 33.55 (39.99)                  | 33.55 (39.99)                  | 0.524 (0.625)                  | 160 [320]                      | 450         |

### Laptop
- Todas as GPUs móveis RTX 30 suportam Max-Q de quarta geração. A decisão de habilitar tecnologias Max-Q, como Dynamic Boost 2.0 e WhisperMode 2.0 em dispositivos, é feita pelo fabricante.[66][67][68]
- Todos os modelos possuem memória GDDR6.

| Modelo                     | Lançamento              | Nomes dos códigos   | Transistores (bilhões) | Tamanho da matriz(mm2) | Core config        | Contagem SM | Cache L2 (MB) | Velocidades de clock | Velocidades de clock | Taxa de preenchimento | Taxa de preenchimento | Memória      | Memória                 | Memória                     | Poder de processamento(TFLOPS) | Poder de processamento(TFLOPS) | Poder de processamento(TFLOPS) | Performance do Ray Tracing | Performance do Ray Tracing | Performance do Ray Tracing | TDP (watts) |
| Modelo                     | Lançamento              | Nomes dos códigos   | Transistores (bilhões) | Tamanho da matriz(mm2) | Core config        | Contagem SM | Cache L2 (MB) | Core (MHz)           | Memória (GT/s)       | Pixel (Gpx/s)         | Textura (Gtex/s)      | Tamanho (GB) | Largura de banda (GB/s) | Largura do barramento (bit) | meia precisão (boost)          | precisão única (boost)         | precisão dupla (boost)         | Rays/s (bilhões)           | RTX-OPS (trilhões)         | Tensor TFLOPS              | TDP (watts) |
|                            |                         |                     |                        |                        |                    |             |               |                      |                      |                       |                       |              |                         |                             |                                |                                |                                |                            |                            |                            |             |
| -------------------------- | ----------------------- | ------------------- | ---------------------- | ---------------------- | ------------------ | ----------- | ------------- | -------------------- | -------------------- | --------------------- | --------------------- | ------------ | ----------------------- | --------------------------- | ------------------------------ | ------------------------------ | ------------------------------ | -------------------------- | -------------------------- | -------------------------- | ----------- |
| GeForce RTX 3050 Laptop    | 11 de maio de 2021      | GA107 (GN20-P0)     | 8.7                    | 200                    | 2048 64:32:16:64   | 16          | 2             | 712–1530 (1057–1740) | 12.0                 | 48.96 (55.68)         | 97.92 (111.4)         | 4            | 192                     | 128                         | 2.916 (4.329)                  | 2.916 (4.329)                  | 0.046 (0.067)                  | 2.92–6.27 4.33–7.13        | 0.016–0.098 0.068–0.111    | 2.92–6.27 4.33–7.13        | 35–80       |
| GeForce RTX 3050 Ti Laptop | 11 de maio de 2021      | GA107 (GN20-P1)     | 8.7                    | 200                    | 2560 80:32:20:80   | 20          | 2             | 735–1463 (1035–1695) | 12.0                 | 46.82 (54.24)         | 117.0 (135.6)         | 4            | 192                     | 128                         | 3.763 (5.299)                  | 3.763 (5.299)                  | 0.059 (0.082)                  | 3.76–7.49 5.30–8.68        | 0.059–0.117 0.083–0.136    | 3.76–7.49 5.30–8.68        | 35–80       |
| GeForce RTX 3060 Laptop    | 25 de fevereiro de 2021 | GA106 (GN20-E3)     | 12.0                   | 276                    | 3840 120:48:30:120 | 30          | 3             | 817–1387 (1283–1703) | 14.0 (12.0)          | 66.58 (81.74)         | 166.4 (204.4)         | 6            | 336 (288)               | 192                         | 6.912 (10.94)                  | 6.912 (10.94)                  | 0.108 (0.171)                  | 6.91–10.65 9.85–13.08      | 0.108–0.166 0.154–0.204    | 6.91–10.65 9.85–13.08      | 60–115      |
| GeForce RTX 3070 Laptop    | 12 de janeiro de 2021   | GA104-770 (GN20-E5) | 17.4                   | 392                    | 5120 160:80:40:160 | 40          | 4             | 780–1215 (1290–1620) | 14.0 (12.0)          | 97.20 (129.6)         | 194.4 (259.2)         | 8            | 448 (384)               | 256                         | 11.36 (15.97)                  | 11.36 (15.97)                  | 0.178 (0.249)                  | 11.37–12.44 13.21–16.59    | 0.178–0.194 0.206–0.259    | 11.37–12.44 13.21–16.59    | 80–125      |
| GeForce RTX 3070 Ti Laptop | 1 de fevereiro de 2022  | GA104 (GN20-E6)     | 17.4                   | 392                    | 5888 184:96:46:184 | 46          | 4             | 510–1035 (1035–1485) | 14.0 (12.0)          | 99.36 (142.6)         | 190.4 (273.2)         | 8            | 448 (384)               | 256                         | 12.93 (14.62)                  | 12.93 (14.62)                  | 0.202 (0.228)                  |                            |                            |                            | 80–125      |
| GeForce RTX 3080 Laptop    | 12 de janeiro de 2021   | GA104-775 (GN20-E7) | 17.4                   | 392                    | 6144 192:96:48:192 | 48          | 4             | 780–1350 (1245–1710) | 14.0 (12.0)          | 129.6 (164.2)         | 259.2 (328.3)         | 8 16         | 448 (384)               | 256                         | 13.64 (18.98)                  | 13.64 (18.98)                  | 0.213 (0.296)                  | 13.64–16.59 15.30–21.01    | 0.213–0.259 0.239–0.328    | 13.64–16.59 15.30–21.01    | 80–150      |
| GeForce RTX 3080 Ti Laptop | 1 de fevereiro de 2022  | GA103 (GN20-E8)     | 22                     | 496                    | 7424 232:96:58:232 | 58          | 4             | 585–1230 (1125–1590) | 16.0 (12.0)          | 118.1 (152.6)         | 285.4 (368.9)         | 16           | 512 (384)               | 256                         | 14.43 (18.71)                  | 14.43 (18.71)                  | 0.225 (0.292)                  |                            |                            |                            | 80–150      |